# Antonio Saverio Gentili

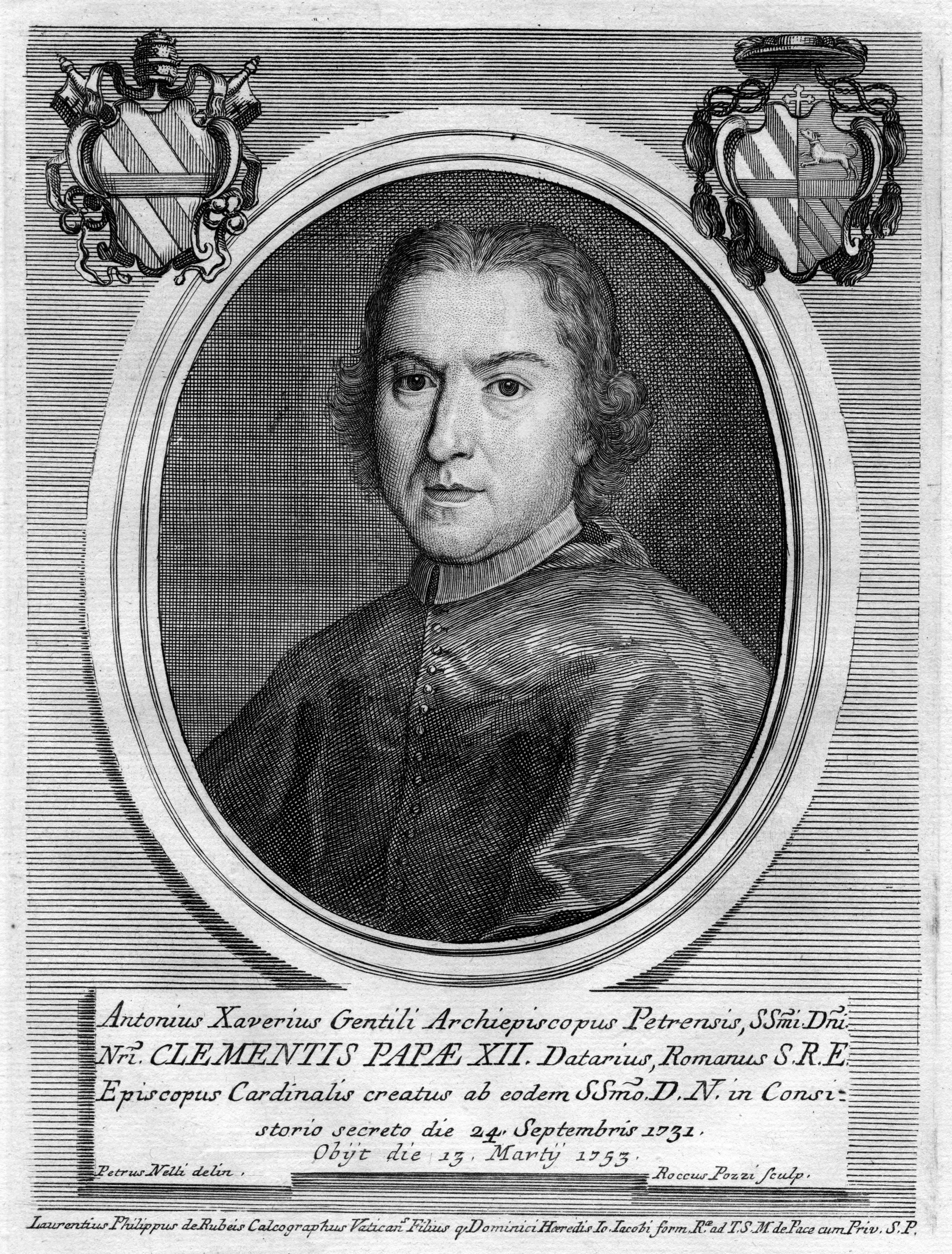
Antonio Saverio Kardinal Gentili (Stich von Rocco Pozzi, 18. Jhd.)

Antonio Saverio Gentili (* 9. Februar 1681 in Rom; † 13. März 1753 ebenda) war ein italienischer Kurienkardinal der Römischen Kirche.

## Leben

### Herkunft und frühe Jahre
Antonio Saverio Gentili war das zweite Kind des Adeligen Nicola Ottaviano Gentili und dessen Ehefrau Teresa Durso (oder Ursi). Sein Name wird auch als Antonius Xaverius de Gentilibus wiedergegeben, als Vorname erscheint auch nur Saverio. Ein weiterer Kardinal aus derselben Familie war Luca Rodolfucci de Gentili, der im Jahr 1378 zum Kardinal kreiert worden war.
Sein Studium absolvierte Gentilli an der römischen Universität La Sapienza, wo er am 2. April 1699 den akademischen Grad eines Doctor iuris utriusque erlangte. Er veranstaltete in seinem Haus Gesprächsrunden von jungen Doktoren, bei denen rechtliche Fragen ebenso wie kirchliche Verhältnisse diskutiert wurden. Am 12. März 1705 wurde er Referendar bei den Gerichtshöfen der Apostolischen Signatur und im Oktober 1712 Auditor (Richter) dort. Später wirkte er als Abbreviator und als Mitarbeiter der Apostolischen Kammer. Die Priesterweihe empfing er am 1. Januar 1727.

### Bischofsamt
Am 17. März 1727 wurde Antonio Saverio Gentili zum Titularerzbischof von Petra in Palaestina berufen. Die Bischofsweihe spendete ihm am 23. März desselben Jahres in Rom Papst Benedikt XIII.; Mitkonsekratoren waren Erzbischof Giovanni Battista Braschi, ehemaliger Bischof von Sarsina, und Kurienbischof Nicolas-Xavier Santamarie. Am 23. März 1727 wurde Antonio Saverio Gentili zum Päpstlichen Thronassistenten ernannt. Antonio Saverio Gentili wurde im April 1728 Sekretär der Konzilskongregation und fünf Monate später, im September 1728, Sekretär der Kongregation für die Bischöfe und Regularen, zugleich erhielt er ein Kanonikat an der päpstlichen Basilika Santa Maria Maggiore. Von 1731 bis 1740 war er Datar Seiner Heiligkeit.

### Kardinalat

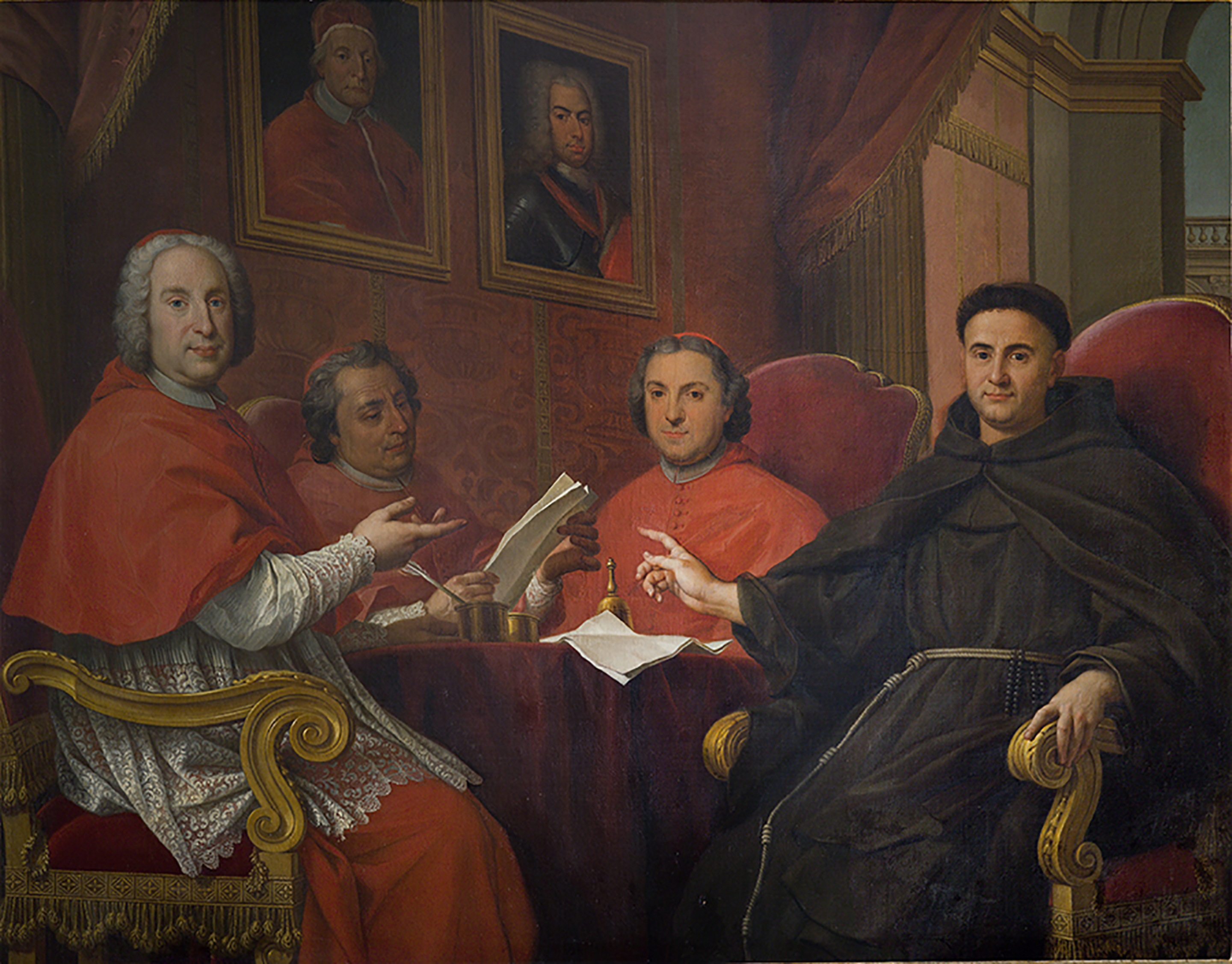
Die drei Kardinäle bei der Unterzeichnung der Vereinbarung mit Portugal; Gemälde von Agostino Masucci. Gentili ist der zweite von rechts.

Im Konsistorium vom 24. September 1731 kreierte Papst Clemens XII. ihn zum Kardinal, den roten Hut und die Ernennung zum Kardinalpriester der Titelkirche Santo Stefano al Monte Celio erhielt er am 19. November desselben Jahres. Ab Oktober 1736 war er Pro-Präfekt der Konzilskongregation und ab dem 20. März 1737 deren Präfekt, diese Stellung hatte er bis zu seinem Tod inne. Zusammen mit den Kardinälen Neri Maria Corsini und Marcello Passari gelang es ihm, ein Konkordat mit dem Königreich Portugal auszuhandeln.
Nach dem Tod Clemens’ XII. nahm er am Konklave 1740 teil, das Benedikt XIV. zum Papst wählte. Vom 22. Januar 1742 bis zum 28. Januar 1743 war Antonio Saverio Gentili Kämmerer des Heiligen Kardinalskollegiums. Am 10. April 1747 optierte er für die Kardinalsklasse der Kardinalbischöfe und auf das suburbikarische Bistum Palestrina. Er visitierte die Diözese Palestrina und begründete Stiftungen für die Armen wie auch für die dortige Kathedrale.
Antonio Saverio Gentili starb am 13. März 1753 gegen 5 Uhr morgens nach einem Schlaganfall und wurde in der römischen Kirche San Venanzio dei Camerinesi beigesetzt.

## Leistungen
Antonio Saverio Gentili entfaltete eine ausgebreitete Seelsorgetätigkeit. So weihte er 1728 die Pfarrkirche San Niccolò in Arcione und deren drei Altäre, woran eine Tafel in der Kirche erinnert. In seiner Titelkirche Santo Stefano Rotondo wurden die Reliquien der Märtyrer Primus und Felicianus gefunden und mit einer feierlichen Zeremonie des gesamten Kardinalskollegiums und der Prälaten Roms in einem Altar verschlossen, den Kardinal Gentili hatte errichten lassen.
Im Jahr 1741 wurde Antonio Saverio Gentili zum Apostolischen Visitator des Hospitals Santo Spirito in Sassia ernannt. Es gelang ihm, eine Million Scudi an Spenden zu sammeln, um die Schulden des Hospitals abzulösen. Er erweiterte das Krankenhaus, damit es mehr Patienten aufnehmen konnte, und besuchte die Kranken bei Tag und Nacht, um ihnen die Sakramente zu spenden.